# Duca di Châtillon
Il Duc de Châtillon è stato un titolo nobiliare francese.
La prima creazione, nel 1643, fu per Gaspard III de Coligny, un Maresciallo di Francia, che era anche conosciuto come duc de Coligny. Il titolo si riferiva a Châtillon-sur-Loing, un possedimento della famiglia Coligny. Fu anche creato pari di Francia allo stesso tempo, ma le lettere patenti non furono mai registrate. Suo figlio Gaspard IV portò anche lui il titolo e morì nel 1649.
Il ducato fu ricreato nel 1696 per Paul-Sigismond de Montmorency-Luxembourg, figlio di François-Henri de Montmorency, duc de Luxembourg. Egli aveva ereditato la signoria di Châtillon da sua zia Angelique-Elisabeth de Montmorency, vedova dell'ultimo duca di Châtillon. Nel 1713 cedette il ducato al figlio, Charles-Paul-Sigismond, che ricevette un brevetto per essere designato duc d'Olonne, come suo padre mantenne il titolo Châtillon, anche se non le terre. Nel 1735 egli a sua volta cedette il ducato a suo figlio Charles-Anne-Sigismond, che ricevette un brevetto simile come duca d'Olonne. Alla sua mort, nel 1777, gli successe il figlio, Anne-Charles-Sigismond, che in precedenza aveva ereditato il ducato-paria di Piney-Luxembourg. Alla morte di Charles-Emmanuel-Sigismond, duc de Montmorency-Luxembourg, nel 1861, i titoli passarono a Anne-Édouard-Louis-Joseph de Montmorency, alla cui morte nel 1878 entrambi si estinsero.
Un'altra creazione, del 1º marzo 1736, non si riferiva a Châtillon-sur-Loing ma a Châtillon-sur-Sèvre. Il beneficiario, che fu anche creato Pari di Francia, era (Charles-)Alexis-Madeleine-Rosalie de Châtillon, un tenente generale nell'esercito e governatore del Delfino. Il ducato-paria si estinse il 15 novembre 1762 alla morte di suo figlio, Louis-Gaucher, che aveva servito come gran falconiere di Francia.